# Беладона (порнографска актриса)
Беладона (на английски: Belladonna) е артистичен псевдоним на Мишел Ан Синклеър (Michelle Anne Sinclair) – американска порнографска актриса, режисьор и продуцент на порнографски филми.

## Ранен живот
Родена е на 21 май 1981 г. в болницата на военновъздушната база „Кийслър“ в град Билокси, щата Мисисипи, САЩ. Родителите ѝ са военни и поради това израства в различни места – в Германия, Айдахо, Делауеър, Централна Калифорния и Северна Юта. Отглеждана е с оглед мормонските правила, но загубва интерес към религията на около 12-годишна възраст. Напуска дома си на 15 години.

## Кариера
Когато навършва 18 години започва да работи като стриптизьорка на студентски партита в Юта. Не след дълго става танцьорка в клуб. Около шест месеца след това нейна приятелка ѝ предлага да прави голи фотосесии за списания в Лос Анджелис. На следващия ден отива там и се срещна с агент, който ѝ казва, че няма да работи много заради татуировките ѝ и че единствената ѝ възможност е да започне да снима секс сцени с мъже. Първото ѝ участие в продукция за възрастни е за Бил Уитрок – „Real Sex Magazine 31“, в която прави сцена с анален секс с партньор Крис Кенън.
През 2003 г. създава своя собствена продуцентска компания – „Беладона Ентъртейнмънт“.
Водеща е заедно с порноактрисата Джена Хейз и комедийната актриса Теа Видал на 26-ата церемония по връчване на наградите на AVN, проведена на 10 януари 2009 г. в Парадайс, Лас Вегас.
Участва в документалния филм „Aroused“ за живота на 16 от най-популярните порнографски филмови актриси.
Беладона е сред 12-те порноактриси, попаднали в т. нар. „Мръснишка дузина на порното“, публикувана от списание Пентхаус.
Включена е в списъка на „Мръсната дузина: най-популярните звезди в порното“ на телевизионния канал CNBC, публикуван през 2011 г.
Участва в игралния филм „Вроден порок“ (2014 г.)

## Награди и номинации
Зали на славата и награди за цялостно творчество
- 2008: NightMoves зала на славата.[13]
- 2011: AVN зала на славата.[14]
- 2013: XRCO зала на славата.[15][16][17]

Носителка на индивидуални награди
- 2003: AVN награда за най-добра поддържаща актриса (филм) – „The Fashionistas“.[18]
- 2003: XRCO награда за изпълнителка на годината.[19]
- 2003: XRCO награда за най-добра актриса (единично изпълнение).[19]
- 2003: XRCO награда за оргазмен аналист.[19]
- 2003: Adam Film World награда за най-добра американска изпълнителка на годината.[20]
- 2003: Adam Film World награда за най-добра поддържаща актриса (филм) – „The Fashionistas“.[20]
- 2007: F.A.M.E. награда за най-мръснишко момиче в порното.[21]
- 2008: NightMoves награда за тройна игра (за постижения в три отделни области).[13]
- 2008: Adam Film World награда за режисура на годината.[22]
- 2009: XRCO награда за оргазмен оралист.[23]
- 2009: AVN награда за най-добра поддържаща актриса – „Пирати 2: Отмъщението на Стагети“.[24]

Носителка на награди за изпълнение на сцени
- 2009: AVN награда за най-добра секс сцена момиче/момиче (с Джеси Джейн) – „Пирати 2: Отмъщението на Стагети“.[24]
- 2012: AVN награда за най-добра секс сцена момиче/момиче (с Дана ДеАрмонд) – „Беладона: сексуален изследовател“.[25]

Номинации за индивидуални награди
- 2003: Номинация за Venus награда за най-добра нова актриса в САЩ.[26]
- 2004: Номинация за XRCO награда за оргазмен оралист.[23]
- 2004: Номинация за XRCO награда за оргазмен аналист.[23]
- 2006: Финалистка за F.A.M.E. награда за любима порноактриса.[27]
- 2008: Номинация за XRCO награда за оргазмен оралист.[23]
- 2008: Номинация за NightMoves награда за най-добра жена изпълнител.[28]
- 2008: Номинация за NightMoves награда за най-добър режисьор.[28]
- 2009: Номинация за XBIZ награда за жена изпълнител на годината.[29]
- 2009: Финалистка за F.A.M.E. награда за любима жена звезда.[30]
- 2009: Финалистка за F.A.M.E. награда за орална звезда.[30]
- 2009: Номинация за Hot d'Or награда за най-добра американска жена изпълнител.[31][32]
- 2009: Номинация за AEBN VOD награда за изпълнител на годината.[33]
- 2010: Финалистка за F.A.M.E. награда за любима орална звезда.[34]
- 2010: Финалистка за F.A.M.E. награда за любима анална звезда.[34]

Номинации за награди за изпълнение на сцени
- 2005: Номинация за AVN награда за най-добра анална секс сцена – заедно с Начо Видал за изпълнение на сцена във филма „Бела обича Джена“.[35]
- 2008: Номинация за AVN награда за най-добра орална секс сцена (видео) – за изпълнение на сцена във видеото „Мечтая за Джена 2“.[36]
- 2008: Номинация за AVN награда за най-добра орална секс сцена (видео) – за изпълнение на сцена във видеото „Модно безсрамие: Берлин“.[36]
- 2009: Номинация за AVN награда за най-добра секс сцена с тройка само момичета – заедно с Кацуни и Стоя за изпълнение на сцена във филма „Пирати 2: Отмъщението на Стагети“.[37]
- 2010: Номинация за AVN награда за най-добра анална секс сцена – заедно с Джеймс Дийн за изпълнение на сцена във филма „Анални курви 3“.[38]
- 2010: Номинация за AVN награда за най-добра секс сцена с двойно проникване – заедно с Рико Стронг и Принс Яшуа за изпълнение на сцена във филма „Тъмното месо на Беладона 3“.[38]
- 2011: Номинация за AVN награда за най-добра соло секс сцена – за изпълнение на сцена във филма „Беладона: На живо“.[39]
- 2012: Номинация за AVN награда за най-добра групова секс сцена само с момичета – заедно с Син Сейж и Сара Шевън за изпълнение на сцена във филма „Беладона: сексуално изследване“.[40]